# Мун Джоноп
Мун Джоноп (кор. 문종업?, 文鐘業?; род. 6 февраля 1995, Соннам, Южная Корея) — южнокорейский певец, бывший участник хип-хоп бой-бэнда B.A.P.

## Биография
Мун Джоноп родился 6 февраля 1995 года в Соннаме, Южная Корея. Имеет двух старших сестёр и брата. Базовое образование получил в средней школе Сана. Также окончил Hanlim Multi Art High School в Сеуле. 
Когда у него спросили, как он стал певцом, он ответил: «В средней школе я увлекался танцами. Я получал от них удовольствие и принял решение участвовать в турнире. После моего выступления сцена показалась мне чем-то неописуемым. Именно по этому я выбрал такой путь. Сейчас я учусь в школе искусств».
Перед тем, как попасть в состав группы B.A.P, Джоноп в течение года упражнялся в танцах и пении. 

## Карьера
В 2011 году он появился в музыкальных видеоклипах «Shy Boy» и «Starlight Moonlight» группы Secret, а также в клипе «Never Give Up» группы Bang&Zelo.
В марте 2011 года TS Entertainment объявили о наборе в мужскую группу, которая дебютировала в 2012 году. Пан Ён Гук был первым участником. Он открыл группу двумя синглами: «Going Crazy» и «I Remember». В августе 2011 года TS Entertainment представило их второго участника - Ким Химчхана, что был назначен конферансье на шоу канала MTV. В ноябре того же года агентство заявило о скором дебюте группы «TS Baby» с участием Пан Ён Гука и других участников.
Группа B.A.P дебютировала в январе 2012 с синглом «Warrior». 28 января 2012 группа провела свой первый шоукейс-концерт в Сеуле, Южная Корея. В нем приняли участие более 3000 человек. Их дебютный сингл был одобрен критиками, а средства массовой информации окрестили сингл «сильным и харизматичным».
Также Джоноп является актером, сыгравшим роли в достаточно известных дорамах.

## Артистизм и влияние
Мун Джоноп является ведущим танцором и вокалистом группы. Также он увлекается такими направлениями в музыке, как хип-хоп и R&B. Певец признался, что его кумиром является Крис Браун, поэтому он пытается равняться на него.

## Фильмография

### Телесериалы
| Год  | Канал   | Шоу                  | Роль        | Заметки             |
| ---- | ------- | -------------------- | ----------- | ------------------- |
| 2012 | SBS MTV | Ta-dah It’s B.A.P    | Самого Себя | Постоянный Участник |
| 2012 | Mnet    | B.A.P’s Killing Camp | Самого Себя | Постоянный Участник |

### Музыкальные видеоклипы
| Год  | Видеоклип             | Артист          | Роль                                                                |
| ---- | --------------------- | --------------- | ------------------------------------------------------------------- |
| 2011 | «Shy Boy»             | Secret (группа) | Случайный парень, который танцует в фоновом режиме (красный пиджак) |
| 2011 | «Starlight Moonlight» | Secret (группа) | Парень держал газету                                                |
| 2011 | «Never Give Up»       | Bang&Zelo       | Студент (танцор с зелёной кепкой стоял около Химчхана)              |

### Музыкальные шоу
| Год  | Канал | Название     | Роль          | Заметки                             |
| ---- | ----- | ------------ | ------------- | ----------------------------------- |
| 2012 | Mnet  | M! Countdown | Гость ведущий | С B.A.P, RT M! Countdown (23.02.12) |